# Каппадокійські отці

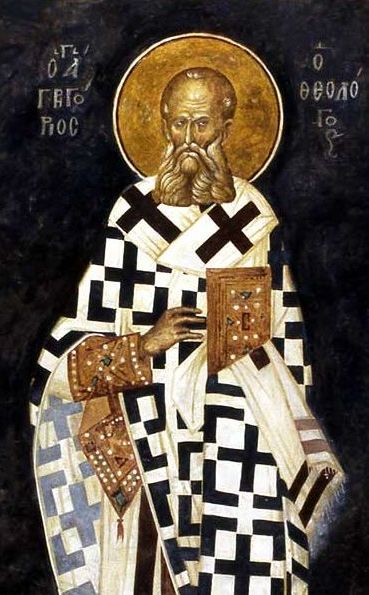
Григорій Богослов (фреска з церкви Хора, Стамбул)

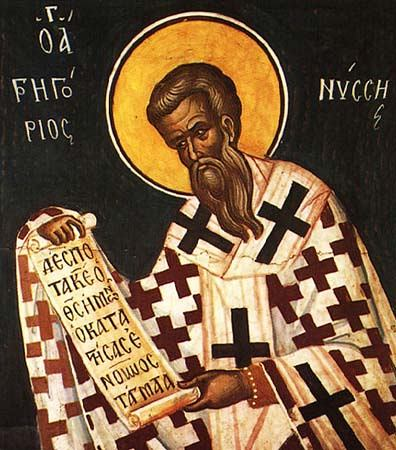
Ікона Григорія Ніського (фреска 14 століття, Хорська церква, Стамбул)

Каппадокійські отці, також відомі як Три Каппадокійці. До них відносять Василя Великого (330—379), єпископа Кесарії; молодшого брата Василія — Григорія Ніського (бл. 335 – бл. 395), єпископа Ніського, а також їх близького друга — Григорія Богослова (329—389), Константинопольського патріарха  у 380–381 роках.
«Каппадокійці» стимулювали розвиток ранньохристиянської теології, наприклад, вчення про Трійцю:22 і високо шануються, як святі, у західній та східній церквах.

## Географічні передумови
Регіон Каппадокії, що на території сучасної Туреччини, був раннім місцем християнської духовної активності, починаючи з кількох місій апостола Павла.

## Біографічні передумови
Старша сестра Василія Великого та Григорія Ніського, Макрина, перетворила маєток родини на чернечу громаду. Василій Великий був найстаршим з братів Макріни, другим за старшинством був відомий християнський правознавець Навкратій. Ще один брат, Петро Севастійський, також став єпископом. Їхній дід по материнській лінії є християнським мучеником, а батьки Василій Старший та Емелія Кесарійська також визнані святими.

## Богословські внески
Каппадокійські отці мали на меті продемонструвати, що християни можуть тримати себе в бесідах з освіченими грецькомовними інтелектуалами, і що християнська віра, хоч і суперечила багатьом ідеям Платона та Аристотеля (та інших грецьких філософів), вважалась ними своєрідним рухом зі зціленням душі людини та її єднанням з Богом у центрі, що найкраще представлено чернецтвом. Вони зробили значний внесок у формування визначення Трійці, остаточно оформлене на Першому Константинопольському соборі у 381 році, і остаточної версії Нікейського символу віри.
Каппадокійська трійця зробила ключовий внесок у відповідь Церкви на виникнення аріанства та аполінарізму.  :Глава 1

Після Першого Нікейського собору аріанство трансформувалось. Рішення Нікейського собору стверджували, що Син мав ту саму субстанцію (хомоосіос), що й Батько, а напіваріани почали вчити, що Син має подібну субстанцію з Батьком (хомоосіос), на відміну від відвертих аріан, які вчили, що Син не був схожий на Батька, але був створений, а отже, не був Богом. Отже, Син вважався подібним до Батька, але не такої ж сутності, як Отець. Каппадокійці працювали, аби повернути напіваріан до ортодоксальної думки. У своїх працях вони широко використовували (тепер ортодоксальну) формулу «одна сутність (οὐσία) у трьох особах (іпостасях)». :66 Василій Кесарійський стверджував, що взаємозв’язок зрозуміліший у порівнянні з платонізмом:
Будь-які три людські істоти є окремими особами, і їх всіх об’єднує спільний універсал, їх людяність.
Формулювання чітко визнавало відмінність між Отцем, Сином і Святим Духом (різниця, у розмиванні якої, звинувачували Нікейську догматику), але водночас наполягала на їх істотній єдності.

Так Василій писав:
У короткому вислові скажу, що сутність (οὐσία) пов’язана з особою (іпостась) як загальне з особливим. Кожен з нас бере участь в існуванні, тому що він бере участь у сутності, тоді як через свої індивідуальні властивості він є A або B. Отже, у даному випадку, сутність відноситься до загальної концепції, як-от добро, божество або подібні поняття, тоді як іпостась спостерігається в особливих властивостях батьківства, синівства та освячуючої сили. Якщо тоді говорять про осіб без іпостасі, то говорять нісенітниці, але якщо вони визнають, що ця особа існує в реальній іпостасі, як вони визнають, нехай вони порахують їх так, щоб зберегти принципи однорідності в єдності божества, і проголошують своє благоговійне визнання Батька, Сина і Святого Духа, в повній і досконалій іпостасі кожної, так званої, особи. — Послання 214.4.
Таким чином, Василій намагався віддати належне доктринальним визначенням Нікейського собору, водночас відрізняючи нікейську позицію від модалізму, який був початковим звинуваченням Арія проти Александра Александрійського в Нікейській суперечці. Наслідком стало те, що аріанство і напіваріанство практично зникло у межах офіційної Церкви.
«Каппадокійці» ставилися до жінок вище, ніж багато їхніх сучасників. Деякі вчені припускають, що Макрина Каппадокійська була рівною в групі Каппадокійських отців, і тому її слід визнати «Четвертою Каппадокійкою».
Хоча каппадокійці мали багато чеснот, кожен з них мав свої сильні сторони. Вчені відзначають, що Василій був «людиною дії», Григорій Богослов — «оратором», а Григорій Ніський — «мислителем». 

## Дивіться також
- Амфілохій Іконійський
- Петра Севастійського
- Три святителі : Василій Кесарійський, Григорій Назіанзін і Іоанн Золотоустий.